# Ralph Santolla
Ralph Santolla (Charlotte, 8 dicembre 1966 – Tampa, 6 giugno 2018) è stato un chitarrista statunitense.
Era noto per aver suonato con molti artisti (Sebastian Bach) e gruppi di genere metal, tra cui i Death, gli Iced Earth, i Deicide, gli Obituary e i Toxik.

## Biografia
Di origini italiane, nella fattispecie pugliesi, fu fortemente influenzato dallo stile di Michael Schenker, che scoprì ascoltando gli UFO. Altre grandi ispirazioni furono Randy Rhoads, Yngwie Malmsteen, Gary Moore, Allan Holdsworth e Uli Jon Roth. Tra i suoi gruppi più ammirati ha citato Kiss, Ozzy Osbourne, Led Zeppelin e Black Sabbath.
Fu particolarmente apprezzato per la sua tecnica e la sua versatilità musicale. È stato anche insegnante di chitarra a Tampa e tra i suoi allievi sono da menzionare Eric Hoffman (che lo stesso Santolla ha sostituito nei Deicide) e Mike Davis dei Nocturnus. Le sue collaborazioni più note sono quelle con i Millennium, con cui ha inciso quattro album in studio, e con i Death, sostituendo Andy LaRocque durante il tour di Individual Thought Patterns (compare anche nel video di The Philosopher).
Nel 2007 ha suonato nell'album degli Obituary Xecutioner's Return, al posto di Allen West che, in quel momento, era in stato di fermo per guida in stato di ebbrezza. Ha pubblicato nello stesso anno un disco solista intitolato Requiem for Hope.
Il 31 maggio 2018, a causa di una trombosi seguita da un arresto cardiaco, Santolla è andato in coma: la notizia è stata pubblicata sul profilo Facebook della madre. Il 6 giugno, i medici hanno fermato il suo supporto sanitario, decretandone la morte a 51 anni di età.

## Discografia

### Con i Millennium
- 1997 - Millennium
- 1999 - Angelfire
- 2000 - Hourglass
- 2004 - The Best of... and More - raccolta
- 2004 - Jericho

### Con gli Iced Earth
- 2004 - The Glorious Burden

### Con i Deicide
- 2006 - The Stench of Redemption
- 2008 - Till Death Do Us Part
- 2011 - To Hell with God

### Con gli Obituary
- 2007 - Xecutioner's Return

### Da solista
- 2002 - Shaolin Monks in the Temple of Metal
- 2007 - Requiem for Hope